# Vrbas (ville)
Vrbas (en serbe cyrillique : Врбас ; en ruthène pannonien : Вербас ; en hongrois : Verbász ; en allemand Werbass) est une ville et une municipalité de Serbie situées dans la province autonome de Voïvodine. Elles font partie du district de Bačka méridionale. Au recensement de 2011, la ville comptait 23 910 habitants et la municipalité dont elle est le centre 41 950.
Le nom de la ville vient d'un mot serbe signifiant le « saule ». Sous le régime communiste, la ville fut nommée Titov Vrbas, le « Vrbas de Tito ».

## Histoire
Vrbas est mentionnée pour la première fois en 1665. À cette époque, la ville faisait partie de l'Empire ottoman et elle était peuplée principalement de Serbes.
À la fin du XVIIe siècle, la ville passa sous la domination des Habsbourg et, après 1784, de nombreuses populations germaniques vinrent s'y installer
Après la dislocation de l'Autriche-Hongrie en 1918, Vrbas fit partie du royaume des Serbes, Croates et Slovènes qui, en 1929, devint le royaume de Yougoslavie.
Après la Seconde Guerre mondiale et l'occupation de la Yougoslavie par les nazis, la population d'origine germanique quitta la ville, tandis que de nombreux Monténégrins vinrent s'y installer.

## Localités de la municipalité de Vrbas

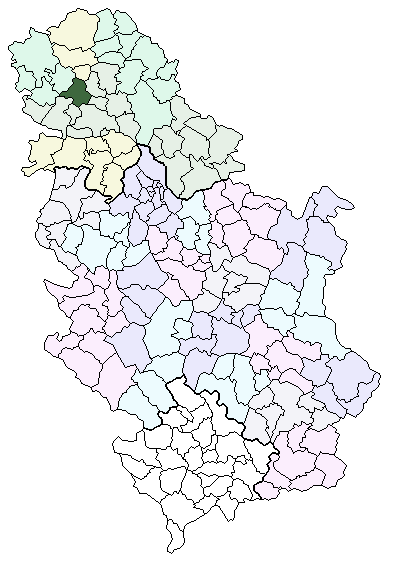
Localisation de la municipalité de Vrbas en Serbie
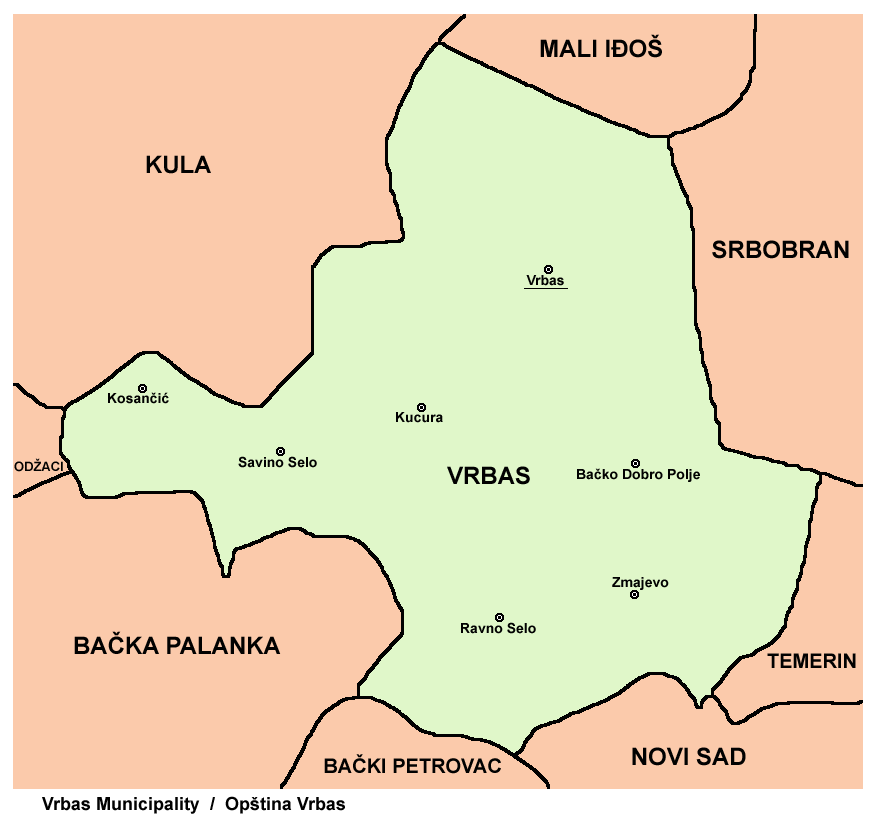
Localités de la municipalité de Vrbas

La municipalité de Vrbas compte 7 localités :
- Bačko Dobro Polje
- Vrbas
- Zmajevo
- Kosančić
- Kucura
- Ravno Selo
- Savino Selo

Vrbas est officiellement classée parmi les « localités urbaines » (en serbe : градско насеље et gradsko naselje) ; toutes les autres localités sont considérées comme des « villages » (село/selo).

## Démographie

### Ville

#### Évolution historique de la population dans la ville
| 1948   | 1953   | 1961   | 1971   | 1981   | 1991   | 2002   | 2011   |
| ------ | ------ | ------ | ------ | ------ | ------ | ------ | ------ |
| 14 837 | 15 470 | 19 316 | 22 496 | 25 143 | 25 858 | 25 907 | 23 910 |

### Municipalité

#### Répartition de la population selon les localités (2002)
- Localités à majorité de peuplement serbe : Bačko Dobro Polje, Zmajevo, Kosančić et Ravno Selo.
- Localité à majorité relative serbe : Vrbas.
- Localité à majorité relative ruthène : Kucura.
- Localité à majorité relative monténégrine : Savino Selo.

## Religions

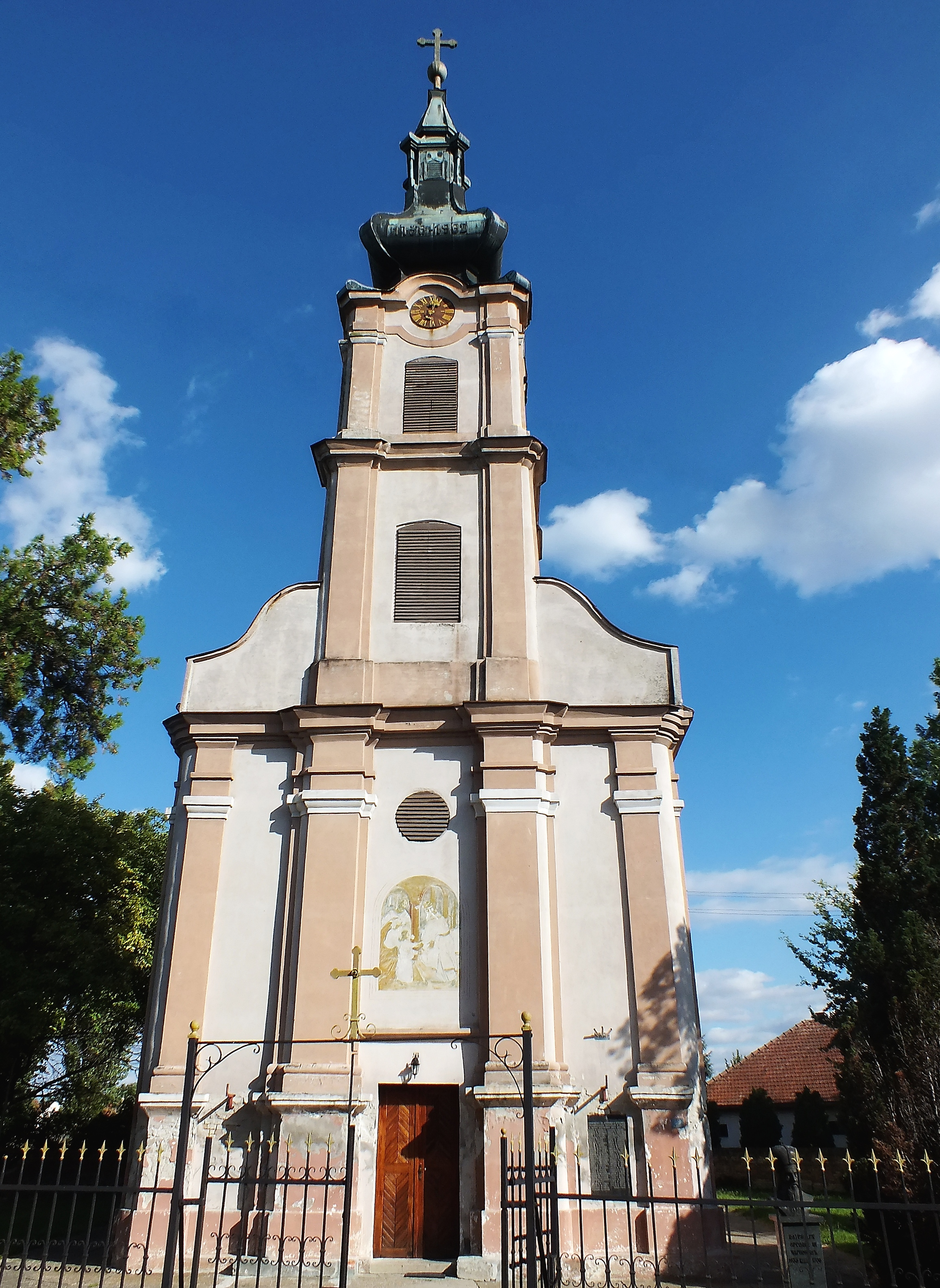
L'église orthodoxe de la Présentation-de-la-Mère-de-Dieu-au-Temple de Vrbas
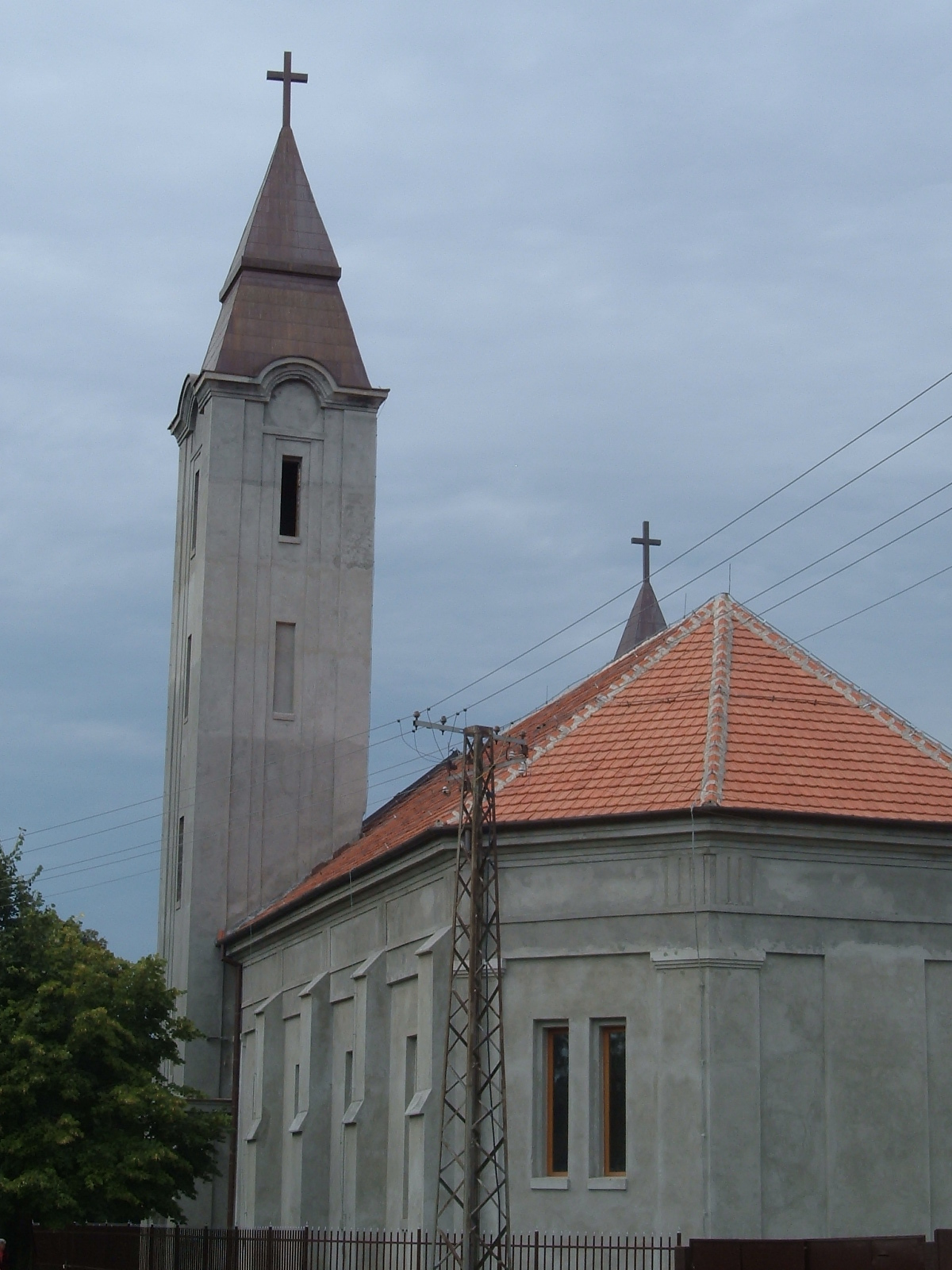
L'église évangélique de Vrbas
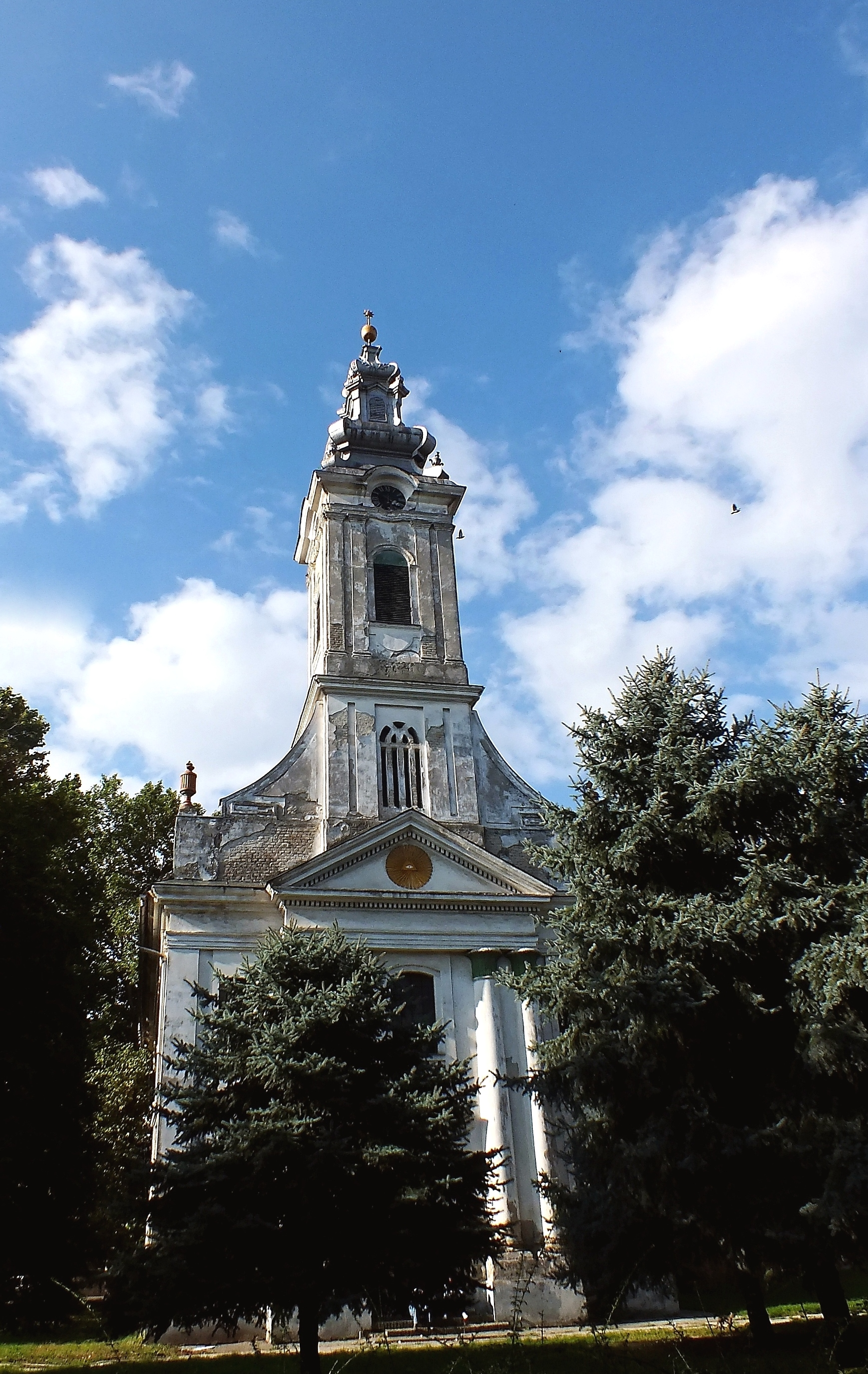
L'église calviniste de Vrbas
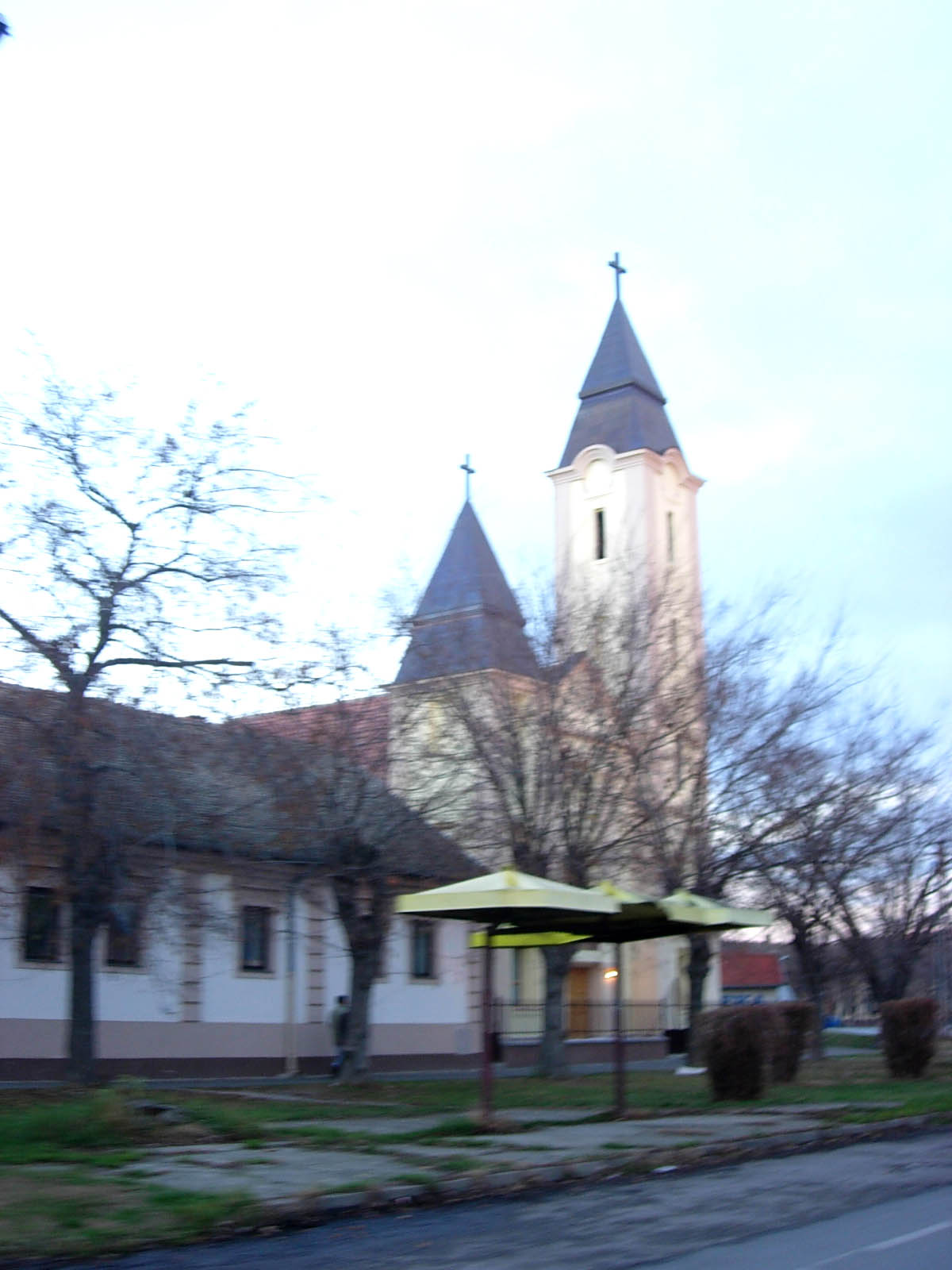
Léglise méthodiste de Vrbas
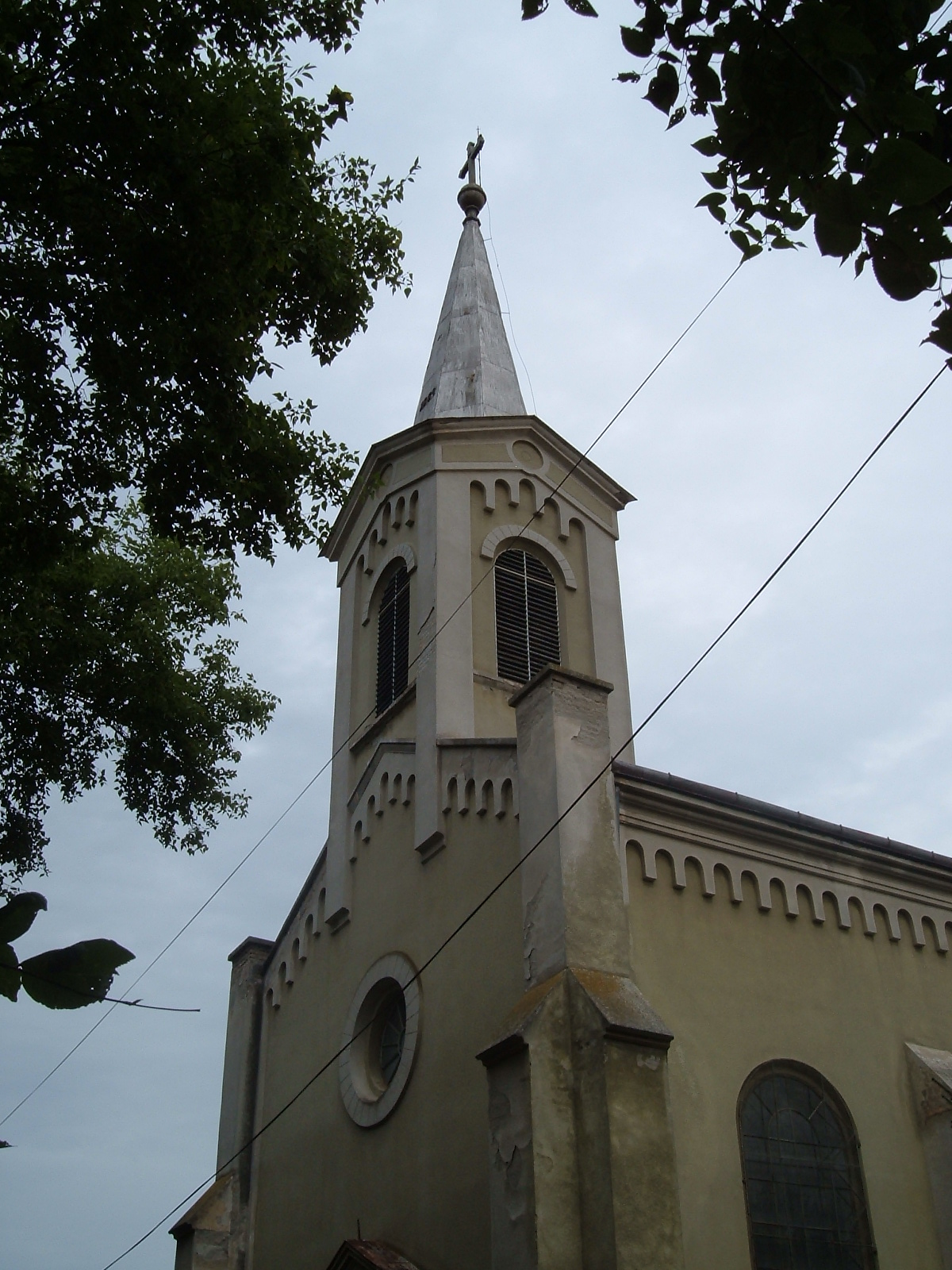
L'église catholique de l'Immaculée Conception de la Vierge Marie à Vrbas

## Politique

### Élections locales de 2004
À la suite des élections locales de 2004, les sièges de l'assemblée municipale de Vrbas se répartissaient de la manière suivante :
| Parti                                   | Sièges |
| --------------------------------------- | ------ |
| Parti radical serbe                     | 14     |
| Parti démocratique                      | 9      |
| Parti socialiste de Serbie              | 4      |
| Parti démocratique national             | 2      |
| Parti démocratique de Serbie            | 2      |
| Nouvelle social-démocratie de Voïvodine | 2      |
| Mouvement Force de la Serbie            | 2      |
| G17 Plus                                | 1      |

### Élections locales de 2008
À la suite des élections locales serbes de 2008, les 36 sièges à l'Assemblée municipale se répartissaient de la façon suivante :
| Parti                                | Sièges |
| ------------------------------------ | ------ |
| Parti radical serbe                  | 16     |
| Coalition Pour un Vrbas européen     | 13     |
| Parti socialiste de Serbie et alliés | 4      |
| Parti démocratique de Serbie         | 3      |

Željko Lainović, membre du Parti radical serbe de Vojislav Šešelj, a été élu président (maire) de la municipalité.

## Culture
L'une des institutions culturelles les plus importantes de Vrbas est le Centre culturel (en serbe : Културни центар et Kulturni centar), qui remonte à 1965. Il propose des activités de théâtre, de musique ou encore de danse folklorique. Il organise également des événements culturels et des festivals. Il abrite également un petit musée qui présente des collections d'archéologie, d'ethnologie et d'histoire, ainsi que des peintures provenant d'un fonds légué par Pechán József (1875-1922) et son fils Pechán Béla (1906-1986), ainsi que des œuvres du sculpteur et peintre académique Eugene Kocsis (1922-1972)s.
La Bibliothèque nationale Danilo Kiš (Народна библиотека Данило Киш / Narodna biblioteka Danilo Kiš), créée en 1951, abrite un fonds de 106 000 livres, dont 13 000 ouvrages de référence ; elle organise chaque année plus de trente soirées littéraires, ainsi qu'un festival de poésie pour la jeunesse. Elle édite également le journal d'art, de littérature et culture Trag (« Trace »), qui publie notamment des auteurs de la région, éventuellement dans une traduction pour ceux qui écrivent dans la langue d'une minorité.

## Économie
Vrbas est le siège de la société Vital, spécialisée dans le domaine de l'agroalimentaire ; elle produit de l'huile de tournesol vendue sous la marque Vital, ainsi que diverses margarines vendues sous les marques Laki, Prijatno, Rastimo, Soft, Specijal, Stoni et Liveni Stoni ; elle fabrique également de la mayonnaise, vendue sous la marque Mayovita, du ketchup, du concentré de tomates, de la moutarde, ainsi que toutes sortes de graisses végétales destinées à l'industrie de la confiserie ; elle entre dans la composition du BELEXline, l'un des trois indices de la Bourse de Belgrade. Également dans le domaine de l'agroalimantaire, on peut encore citer la société Canex, qui opère dans le secteur de la boucherie-charcuterie ; elle propose du bacon et de la pancetta, de la charcuterie et des viandes fumées (côtes de porc, jambon), du saucisson et, notamment, du salami, ou encore de la mortadelle et des hot dogs ; elle fabrique également du jambon blanc ou du jambon de volaille, des pâtés et de la viande en conserve, des plats cuisinés, comme le goulash de bœuf ou de porc ; Carnex Vrbas vend également de la graisse de porc.
Parmi les autres entreprises importantes installées à Vrbas, on peut citer, dans le domaine de l'agroalimentaire, la société Bačka fabrika šećera, qui produit du sucre, ainsi que la société Medela (biscuits et gâteaux).

## Personnalités
- Radoman Božović, homme politique serbe ; il a été premier ministre de Serbie de 1991 à 1993.
- Milorad Vučelić, homme politique serbe.
- La chanteuse hongroise Magdolna Rúzsa est née à Vrbas. Elle représentait la Hongrie au Concours Eurovision de la chanson 2007 à Helsinki (Finlande).
- L'écrivain hongrois Molter Károly
- L'écrivain allemand Johannes Weidenheim est né à Vrbas.
- Le peintre Jozef Pehan (1875-1922) est né à Vrbas.
- L'académicien Fedor Herbut, spécialiste de physique quantique, est né à Vrbas[25].
- Bianka Buša, joueuse de volley-ball serbe
- Boris Buša, joueur serbe de volley-ball.